# 蘇 (北卡羅萊納州)
蘇是位於美國北卡羅萊納州揚西縣的非建制地區。

## 歷史
蘇的郵局於1887年設立，其後於1955年停運。

## 地理
蘇所處的海拔為高於海平面694米（即2277英呎），而該地所採用的時區為UTC-5，即北美东部时区（EST）。同時該地設有夏令時間，為UTC-5調快一小時，即UTC-4（EDT）。